# Parafia Najświętszej Maryi Panny Wspomożycielki Wiernych we Wrocławiu
Parafia Najświętszej Maryi Panny Wspomożycielki Wiernych we Wrocławiu znajduje się w dekanacie Wrocław wschód w archidiecezji wrocławskiej. Erygowana została w 1910. 
Obsługiwana jest przez księży sercanów białych, a jej proboszczem jest o. Tomasz Pawlukowski. Kościół parafialny mieści się przy ulicy Świątnickiej.

## Obszar parafii
- Miejscowości: Blizanowice (8 km), Trestno (5 km), Mokry Dwór (3 km)
- Ulice Wrocławia: Blizanowicka, Chorzowska, Czechowicka, Gliwicka, Gogolińska, Górnośląska, Głubczycka, Katowicka, Księska, Opatowicka, Opolska, Popielskiego, Pszczyńska, Rybnicka, Siewierska, Sosnowiecka, Starodworska, Świątnicka, Tarnogórska, Wodzisławska, Zabrzańska, Zagłębiowska, Zawierciańska

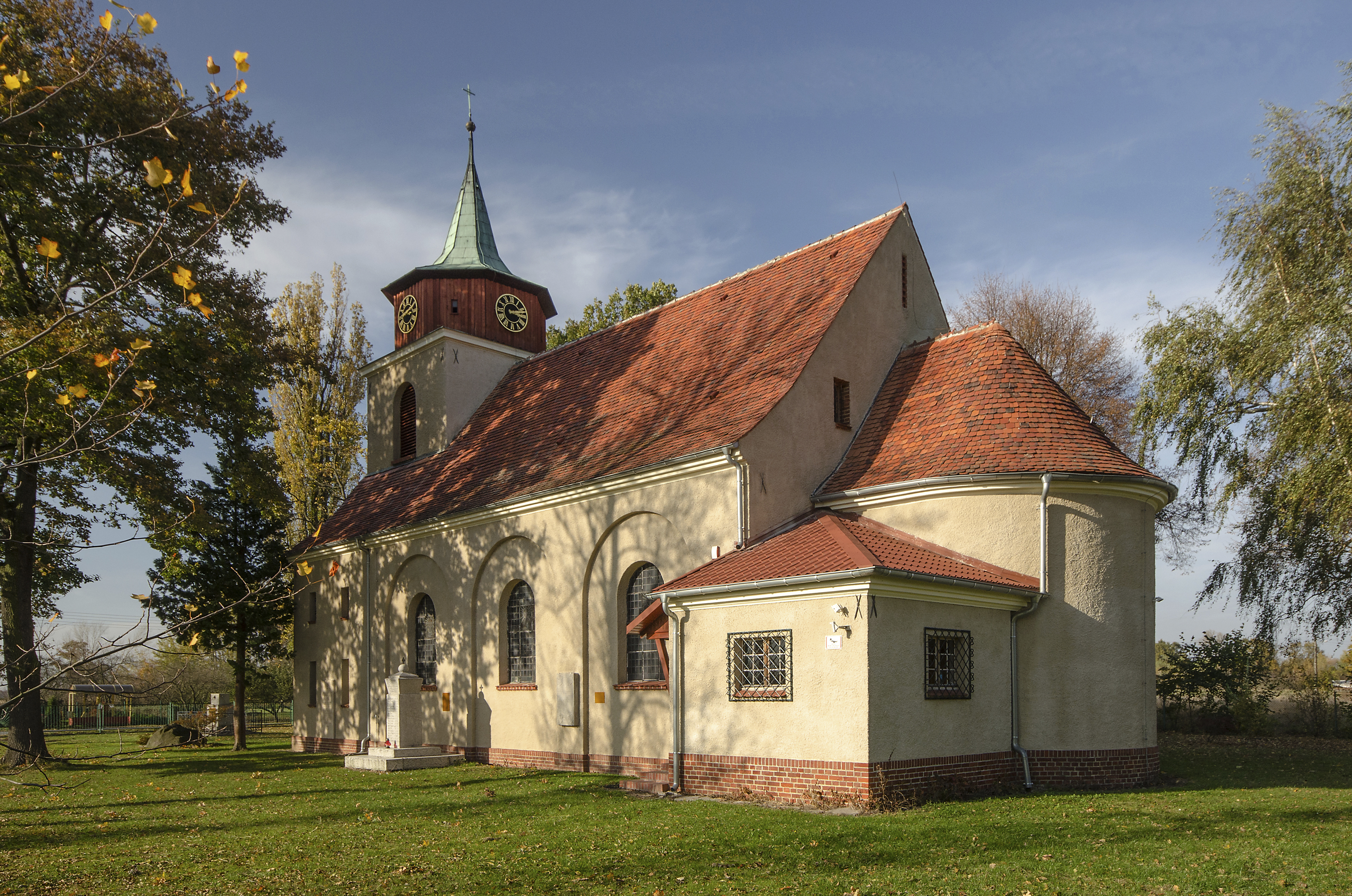
Kościół filialny pw. Niepokalanego Poczęcia Najświętszej Maryi Panny w Trestnie